# Свищовска балта
Свищовската балта е блато, разположено на 2 км северозападно от град Свищов в Беленската низина. При засушаване се разделя на две блата, като площта на долното е около 10 ха, а на горното 9 ха. Тя е част от пресушеното някога огромно Свищовско блато, което е било с площ 17,4 км². В миналото застрашените видове птици речна чайка, дубла (Gallinago solitaria) и кафявокрил огърличник са гнездяли в Свищовското блато. Изградена е подпорна стена.